# Laimosemion cladophorus
Laimosemion cladophorus es un pez de agua dulce la familia de los rivulines en el orden de los ciprinodontiformes.

## Morfología
De cuerpo alargado, los machos pueden alcanzar los 5 cm de longitud máxima.

## Distribución geográfica
Se encuentran en ríos de América del Sur, en cuencas fluviales de la Guayana Francesa.

## Hábitat
Viven en pequeños cursos de agua entre 22 y 26 °C de temperatura, de comportamiento bentopelágico y no migrador. Prefiere las orillas de los arroyos con poca corriente, poco profundo y no tan soleado, tales como arroyos de bosque.
No es un pez estacional. Es muy difícil de mantener cautivo en acuario.
Los huevos miden 1,8 mm de diámetro; la diferenciación sexual está claramente fijada a los dos meses, aunque el reconocimiento de los sexos es difícil antes de la edad de 4 meses, cuando se produce la primera reproducción; la proporción de machos es mucho mayor que la de hembras; el crecimiento es lento.